# Habitatge al carrer Major, 31 (l'Hospitalet de Llobregat)
L'habitatge al carrer Major, número 31, de l'Hospitalet de Llobregat (Barcelonès), és un edifici del segle xix protegit com a bé cultural d'interès local.

## Descripció
És un edifici d'habitatges que consta de planta i dos pisos. La coberta és un terrat amb balustrada. L'accés a l'immoble no es fa per la façana principal que dona al carrer Major, sinó que es fa pel carrer Príncep de Bergara a causa d'una reestructuració parcel·lària de finals del segle xix.
La façana del carrer Major presenta carreus regulars i ben escairats als baixos. Als pisos alts, el parament és de maçoneria, recobert amb un arrebossat força malmès que ha estat restituït parcialment. Al primer pis s'obren tres balcons amb llosanes de pedra i baranes de fosa. Els brancals i la llinda són de pedra motllurada. Al darrer nivell les obertures són finestres amb una petita barana. El seu emmarcament és també de pedra.